# Malpensa (Nits)

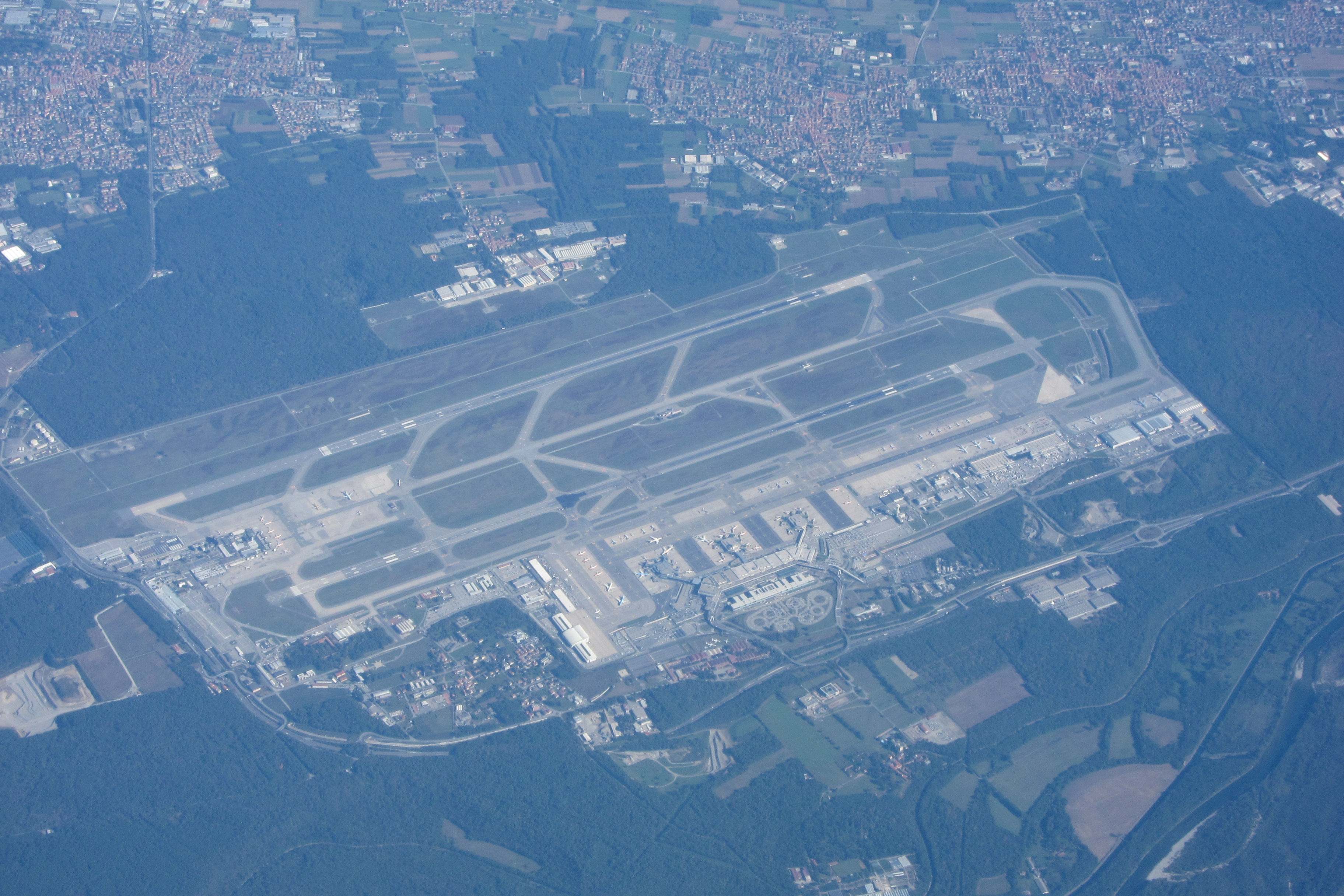
Milaan-Malpenso (september 2020)

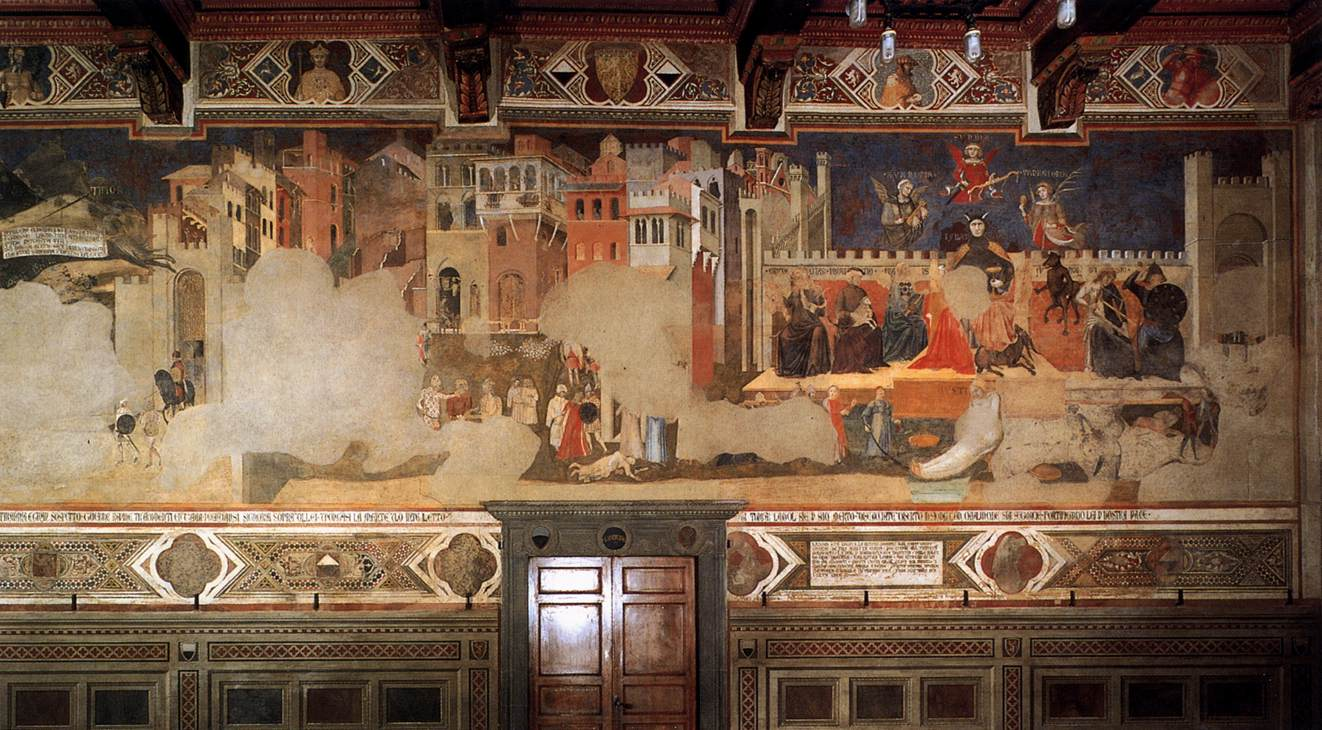
Bad government van Ambrogio Lorinzetti

Malpensa is een studioalbum van Nits. De titel verwijst naar het vliegveld van Milaan: Malpensa, zonder dat het verder iets met de liedjes te maken had. Ze vonden het als woord wel bij het album passen. 

## Inleiding
De promotietoer voor Strawberry Wood gaf aanleiding voor Nits zich weer eens te verdiepen in hun eigen historie. Ze keerde daarbij terug naar albums als Tent en New flat. Dat geluid liet horen à la Kraftwerk en XTC. Echter de simpele structuren van destijds zijn verdwenen, geen opbouw in strofe, refrein etc. Ze werkten in de geluidsstudio aan de Molenwerf (en een studio in Castel Burio, Italië) met synthesizers, samples, loops; een gitaar ontbreekt op het album.
Het leverde weer stemmig klinkende, maar intieme liedjes op. De stijl gaat van technopop tot romantische liedjes met hier en daar industrial effecten. 
De band wilde op promotietoer door Nederland, Oostenrijk, Duitsland en Frankrijk, maar Robert-Jan Stips blesseerde zijn hand. Oud-lid Laetitia van Krieken viel voor hem in, maar de muziek moest danig aangepast worden, zonder de essentie te verliezen. Aan het eind van de tournee keerde Stips weer terug.
De platenhoes is sober gehouden. De drie leden staan zoals ze zelf omschreven afgebeeld als De Staalmeesters van Rembrandt van Rijn. Het tekstboekje is versierd met foto's van fossielen, zoals Cordaïtes (cordaïtes borassifolius).
Het album stond vijf weken genoteerd in de Album Top 100; het haalde een 45e plaats.

## Musici

### Nits
- Henk Hofstede – zang, toetsinstrumenten
- Robert Jan Stips – toetsinstrumenten, zang
- Rob Kloet – drumstel

### Gastmusici
- Kyteman (Colin Benders) – trompet
- Lucas Beukers – staande bas
- Arjen de Vrede – DJ DNA

Zij zijn te horen op Bad government and its effects on town and country; opnamen in Kytopia

## Muziek
| Nr. | Titel | Duur |
| --- | --- | ---- |
| 1.  | Five fingers (thema: verblijf in Egypte tijdens opstand Tahrirplein)                                          | 2:11 |
| 2.  | Love locks (thema: liefdesslotjes op allerlei bruggen)                                                        | 4:49 |
| 3.  | Man on a wire (thema: zicht van een koorddanser op de wereld onder hem (Philippe Petit tussen de Twin Towers) | 3:57 |
| 4.  | Blue things                                                                                                   | 3:04 |
| 5.  | The poor (thema: scheiding tussen armen en tijken)                                                            | 2:06 |
| 6.  | Schwebebahn (thema: combinatie Berlijn en Wuppertal)                                                          | 4:33 |
| 7.  | Minus second floor                                                                                            | 4:19 |
| 8.  | Big black boats (thema: uitzicht op vuurtoren en boten die daar op navigeren)                                 | 3:04 |
| 9.  | Thing thing                                                                                                   | 4:04 |
| 10. | Bad government and its effects on town and country (thema: liegende politici en bankiers)                     | 7:46 |
| 11. | Paper (thema: ontmoeting met o.a. David Hockney, Claude Monet en Paul Cézanne)                                | 2:17 |

Love locks ontstond door drie door Hofstede uitgewerkte ideeën die aaneengesmeed werden. Daaronder kwam een drumloop van Kloet, maar dat sloot niet perfect bij elkaar aan; het bleef staan. Love locks met vermeende invloeden van 10cc (ten tijde van The Original Soundtrack) werd als single uitgebracht; Kloet bracht daartegenin dat 10cc alles tot in de precisie uitvoerde, terwijl het bij Nits meer uit de losse pols gebeurt. Bad government is niet gebaseerd op de huidige malaise in de politiek, maar op de fresco Ilbuon e il mal governo van Ambrogio Lorenzetti dat in Siena hangt. Eind 2012 komt een bijzondere single-versie uit van Bad government and its effects on town and country. Het gaat om een remix van Perquisite met een gastbijdrage van Dazzled Kid (Voicst) en wederom Colin Benders van Kyteman.